# 陈蔡水库
陈蔡水库位于中国浙江省诸暨市陈蔡镇，是以防洪为主，兼有供水、发电、灌溉、养殖等功能的大（二）型水库。
通过在上游入库口建设人工湿地300亩以达到净化水源的目的。